# Wojciech Manelski
Wojciech Manelski (ur. 12 stycznia 1973 w Skrwilnie, zm. 16 września 2009 w Kobylance) – polski kapłan i duchowny rzymskokatolicki, kawaler Orderu Odrodzenia Polski.

## Życiorys
Urodził się 12 stycznia 1973 w Skrwilnie, w domu Józefa i Henryki z domu Krzemińskiej. Szkołę podstawową w Skrwilnie im. Adama Mickiewicza ukończył w 1980 r., a Technikum Zawodowe w Żurominie na kierunku mechanicznym w 1993. Po zdaniu egzaminu dojrzałości rozpoczął studia na Politechnice Szczecińskiej (kierunek oceanografia), by ostatecznie pójść za powołaniem do Arcybiskupiego Wyższego Seminarium Duchownego w Szczecinie. Święcenia kapłańskie otrzymał 26 maja 2001 r. w bazylice archikatedralnej św. Jakuba w Szczecinie z rąk abp. Zygmunta Kamińskiego. W tym samym roku zakończył studia magisterskie na Wydziale Teologicznym Uniwersytetu im. Adama Mickiewicza w Szczecinie. Po uzyskaniu święceń pracował jako wikariusz w parafii pw. Miłosierdzia Bożego w Stargardzie (od 23 czerwca 2001 do 21 czerwca 2003), w parafii pw. Matki Bożej Jasnogórskiej w Szczecinie (od 21 czerwca 2003) oraz jako prefekt szkół katolickich w Szczecinie (od 21 czerwca 2003 do 17 kwietnia 2007), a od 17 kwietnia 2007 aż do śmierci jako zastępca dyrektora Centrum Edukacyjnego archidiecezji szczecińsko–kamieńskiej, gdzie nadzorował funkcjonowanie: Katolickiej Szkoły Podstawowej im św. Rodziny w Szczecinie, Katolickiej Szkoły Podstawowej im. Jana Pawła II w Szczecinie, Zespołu Szkół Katolickich im. Jana Pawła II w Pobierowie, Katolickiego Gimnazjum im. św. Stanisława Kostki w Szczecinie, Katolickiego Liceum Ogólnokształcącego im. św. Maksymiliana Kolbego w Szczecinie oraz Młodzieżowego Ośrodka Szkoleniowo-Wypoczynkowego w Trzęsaczu.
Zginął tragicznie w wypadku samochodowym, w dniu 16 września 2009 na obwodnicy Kobylanki koło Stargardu. Ceremonia pogrzebowa odbyła się 23 września 2009 r. w kościele parafialnym pw. Matki Bożej Jasnogórskiej w Szczecinie. Spoczął w grobie kapłanów archidiecezji szczecińsko-kamieńskiej na cmentarzu Centralnym w Szczecinie.

## Nagrody i odznaczenia
- pośmiertnie odznaczony Krzyżem Kawalerskim Orderu Odrodzenia Polski (2009)[4].

## Fundacja
16 września 2020 roku, w 11. rocznicę tragicznej śmierci duchownego, została utworzona w Szczecinie Fundacja im. księdza Wojtka (KRS: 0000867688), która zgodnie z zamiarem metropolity szczecińsko–kamieńskiego arcybiskupa Andrzeja Dzięgi oraz pozostałych fundatorów ma na celu upamiętnienie osoby kapłana, kontynuowanie jego misji, a także pomoc potrzebującym, w szczególności uczniom. Prezesem Fundacji został ks. Michał Mikołajczak, uczeń oraz kontynuator działalności ks. Wojciecha Manelskiego, absolwent, aktualnie prefekt Katolickiego Liceum Ogólnokształcącego w Szczecinie.